# Byttneria aristeguietae
Byttneria aristeguietae är en malvaväxtart som beskrevs av C.L. Cristobal. Byttneria aristeguietae ingår i släktet Byttneria och familjen malvaväxter. Inga underarter finns listade i Catalogue of Life.